# Kiara Sasso
Chiara “Kiara” Francesca Sasso de Menezes  (Rio de Janeiro, 27 de janeiro de 1979) é uma atriz, cantora, bailarina, produtora e diretora brasileira.  Tem uma carreira artística mais voltada para os palcos do teatro musical, com incursões pelo cinema, televisão e dublagem.

## Biografia
Começou sua trajetória artística nos musicais aos 14 anos, no Rio de Janeiro com o musical Banana Split. Aos 17 anos, atuou em papel de destaque no musical Off-Broadway Os Fantástikos. Kiara também atuou no musical Cole Porter, Ele Nunca Disse que Me Amava, no Cassino do Estoril em Portugal.[carece de fontes?]
Realizou trabalhos importantes no Brasil, como os musicais As Malvadas, que recebeu o Prêmio Sharp de melhor musical, e Cole Porter, Ele Nunca Disse que me Amava. No Rio de Janeiro realizou ainda Broadway in Café; Dose Forte, Doidas Folias e Banana Split.
Nos EUA, cursou teatro musical na Faculdade Santa Monica e atuou no cinema e na televisão: The Beak of Death, Young at Heart, Off Limits, Jake & the Fat Man, Thirtysomething, no musical The Threepenny Opera, e participou do primeiro workshop do musical Spring Awakening, com o diretor Michael Mayer, vencedor do Prêmio Tony.[carece de fontes?]
Protagonizou os musicais A Noviça Rebelde, A Bela e a Fera, O Fantasma da Ópera, Mamma Mia!e foi Ellen em Miss Saigon.[ligação inativa]
No segundo semestre de 2010 estréia seu primeiro longa-metragem, Dores & Amores, roteiro de Patricia Muller, Ricardo Pinto e Silva e Dagomir Marquezi, baseado no livro de Dores, Amores & Assemelhados, de Claudia Tajes e na peça Intervalo, de Dagomir Marquezi.
Kiara protagonizou o musical Jekyll & Hyde ,  O Médico e o Monstro como a personagem Emma Carrew ,  entre Julho e Outubro de 2010. Ficou toda a temporada interpretando o papel principal do musical Mamma Mia!, em cartaz em São Paulo.
Em 2012 Kiara interpretou Jeanie no musical Hair, em agosto do mesmo ano estreou New York New York, como Francine Evans.
Em 2013 Kiara integrou o elenco da montagem paulistana de A Princesinha, o Musical, como Maya. O musical foi uma iniciativa da Fundação Lia Maria Aguiar de Campos do Jordão, que trabalha com a comunidade carente do local, através da arte.
Em 2014 venceu o prêmio de Melhor Atriz Coadjuvante no 2º Prêmio Bibi Ferreira, por sua personagem Eva, no musical A Madrinha Embriagada.[carece de fontes?]
Em 2016 estreou o espetáculo O Palhaço e a Bailarina, junto com seu marido (na época, namorado) Lázaro Menezes. O espetáculo foi concebido, criado, escrito, composto, dirigido e produzido pelo casal. Kiara também assina o figurino e o visagismo, assim como Lázaro assina o cenário.

## Vida Pessoal
Kiara conheceu o ator Ricardo Nunes no musical Jekyll & Hyde onde contracenaram juntos, e ele interpretava o vilão Simon Stride. Depois disso eles contracenaram novamente nos musicais Mamma Mia! onde Ricardo se juntou ao elenco na segunda parte da temporada, Hair e New York New York. No dia 22 de junho de 2013, Kiara e Ricardo ficaram noivos.
Em 2014, conheceu o ator Lázaro Menezes no musical O Homem de La Mancha. No início de 2016, eles estrearam o espetáculo "O Palhaço e a Bailarina". Novembro de 2016, se casaram.

## Trabalhos

### Teatro Musical
| Ano                  | Título                                    | Papel                  | Teatro                         | Local           |
| -------------------- | ----------------------------------------- | ---------------------- | ------------------------------ | --------------- |
| 1993                 | Banana Split                              |                        | Teatro Vannucci                | Rio de Janeiro  |
| 1995                 | Doidas Folias                             | Mulata                 | Teatro Ipanema                 | Rio de Janeiro  |
| 1996                 | Os Fantástikos                            | Luisa                  | Teatro Arena                   | Rio de Janeiro  |
| 1997                 | As Malvadas                               | Maguie a Gata          | Teatro Delfin                  | Rio de Janeiro  |
| 1997                 | As Malvadas                               | Maguie a Gata          | Teatro Café Pequeno            | Rio de Janeiro  |
| 1997                 | Broadway In Café                          |                        |                                | Rio de Janeiro  |
| 1999                 | The Threepenny Opera                      | Polly Peachum          | Santa Monica Auditorium        | Califórnia, EUA |
| 1999                 | Spring Awakening (workshop)               | Thea                   | LaJolla Playhouse              | Califórnia, EUA |
| 1999                 | Spring Awakening (workshop)               | Sonnenstich            | LaJolla Playhouse              | Califórnia, EUA |
| 2001                 | Cole Porter, Ele Nunca Disse que Me Amava | Bessie                 | Teatro Casino Estoril          | Portugal        |
| 2001                 | Cole Porter, Ele Nunca Disse que Me Amava | Elza                   | Teatro Casino Estoril          | Portugal        |
| 2001                 | Cole Porter, Ele Nunca Disse que Me Amava | Teatro Leblon          | Rio de Janeiro                 |                 |
| 2002                 | A Bela e a Fera                           | Bela                   | Teatro Abril                   | São Paulo       |
| 2003                 | A Bela e a Fera                           | Bela                   | Teatro Abril                   | São Paulo       |
| 2004                 | Tudo é Jazz                               |                        | Teatro Café Pequeno            | Rio de Janeiro  |
| 2004                 | Tudo é Jazz                               | Teatro Glória          |                                | Rio de Janeiro  |
| 2005                 | O Fantasma da Ópera                       | Christine              | Teatro Abril                   | São Paulo       |
| 2006                 | O Fantasma da Ópera                       | Christine              | Teatro Abril                   | São Paulo       |
| 2007                 | Miss Saigon                               | Ellen                  | Teatro Abril                   | São Paulo       |
| 2008                 | A Noviça Rebelde                          | Maria Reiner Von Trapp | Teatro Oi Casa Grande          | Rio de Janeiro  |
| 2009                 | A Noviça Rebelde                          | Maria Reiner Von Trapp | Teatro Alfa                    | São Paulo       |
| 2009                 | A Noviça Rebelde                          | Maria Reiner Von Trapp | Teatro Sérgio Cardoso          | São Paulo       |
| 2010                 | Jekyll and Hyde, O Médico e o Monstro     | Emma Carrew            | Teatro Bradesco                | São Paulo       |
| 2010                 | Mamma Mia!                                | Donna                  | Teatro Abril                   | São Paulo       |
| 2011                 | Mamma Mia!                                | Donna                  | Teatro Abril                   | São Paulo       |
| 2012                 | Hair                                      | Jeanie                 | Teatro Frei Caneca             | São Paulo       |
| 2012                 | Hair                                      | Jeanie                 | Auditório do Ibirapuera        | São Paulo       |
| 2012                 | New York New York                         | Francine Evans         | Teatro Sérgio Cardoso          | São Paulo       |
| 2013                 | A Princesinha                             | Maya                   | Teatro Anhembi Morumbi         | São Paulo       |
| 2013                 | A Madrinha Embriagada                     | Eva                    | Teatro SESI                    | São Paulo       |
| 2014                 | A Madrinha Embriagada                     | Eva                    | Teatro SESI                    | São Paulo       |
| O Homem de La Mancha | Antonia                                   |                        | Teatro SESI                    | São Paulo       |
| O Homem de La Mancha | Antonia                                   | 2015                   | Teatro SESI                    | São Paulo       |
| 2016                 | O Palhaço e a Bailarina                   | Anabel                 | Teatro Porto Seguro            | São Paulo       |
| 2016                 | O Palhaço e a Bailarina                   | Anabel                 | Teatro Cetip                   | São Paulo       |
| 2016                 | O Palhaço e a Bailarina                   | Anabel                 | Teatro Municipal de Uberlândia | Uberlândia      |
| 2017                 | O Palhaço e a Bailarina                   | Anabel                 | Teatro Mario Covas             | Caraguatatuba   |
| 2017                 | O Palhaço e a Bailarina                   | Anabel                 | Teatro Eurotides de Campo      | Piracicaba      |
| 2018                 | O Palhaço e a Bailarina                   | Anabel                 | Teatro Santander               | São Paulo       |
| 2018                 | Isaura Garcia, o Musical                  | Isaura Garcia          | Teatro Oi Casa Grande          | Rio de Janeiro  |
| 2021                 | Barnum - O Rei do Show                    | Charity Barnum         | Teatro Opus                    | São Paulo       |
| 2022                 | A Família Addams                          | Alice Beineke          | Teatro Renault                 | São Paulo       |

### Show
| Data    | Título                    | Estilo | Local               | Cidade         |
| ------- | ------------------------- | ------ | ------------------- | -------------- |
| 03/2017 | Silhuetas                 | Solo   | Teatro Porto Seguro | São Paulo      |
| 05/2017 | Silhuetas                 | Solo   | Theatro NET SP      | São Paulo      |
| 06/2017 | Silhuetas                 | Solo   | Theatro NET Rio     | Rio de Janeiro |
| 08/2017 | Silhuetas                 | Solo   | Teatro Porto Seguro | São Paulo      |
| 10/2017 | Just 4 Show               | Grupo  | Teatro Porto Seguro | São Paulo      |
| 06/2018 | Silhuetas Edicao Especial | Solo   | Teatro Porto Seguro | São Paulo      |

### Teatro
| Ano  | Título     | Papel | Teatro             | Cidade         |
| ---- | ---------- | ----- | ------------------ | -------------- |
| 1997 | Dose Forte | Ester | Teatro Niterói     | Rio de Janeiro |
| 2017 | A Audição  | Stela | Espaço Parlapatões | São Paulo      |

### Cinema
| Ano  | Titulo             | Papel | Direção               | País   | Notas              |
| ---- | ------------------ | ----- | --------------------- | ------ | ------------------ |
| 2000 | The Break Of Death | Andy  | Billy Parish          | EUA    | Filme Independente |
| 2008 | Dores & Amores     | Julia | Ricardo Pinto e Silva | Brasil | longa metragem     |
|      |                    |       |                       |        |                    |

### Televisão
| Ano  | Titulo                  | Papel         | Direção          | País   | Notas                                                                           |
| ---- | ----------------------- | ------------- | ---------------- | ------ | ------------------------------------------------------------------------------- |
| 1995 | Pátria Minha            | participação  | Dennis Carvalho  | Brasil | 1 capítulo (Rede Globo)                                                         |
| 1998 | Caça Talentos           | Brenda        | Roberto Vaz      | Brasil | Participação Especial nos episódios: Lendas e Cascatas Brasileiras (Rede Globo) |
| 2000 | Young at Heart          | Colleen       | Gina Cox         | EUA    | Piloto- série                                                                   |
| 2009 | Rio                     | Glória        | Scott Steindorff | EUA    | Série Policial                                                                  |
| 2018 | As Aventuras de Poliana | Alice D'Ávila | Reynaldo Boury   | Brasil | Participação (SBT)                                                              |

### Dublagem
| Ano  | Título                              | Papel       | Estudio         | Voz            |
| ---- | ----------------------------------- | ----------- | --------------- | -------------- |
| 1997 | A Pequena Sereia (redublagem)       | Ariel       | Disney - Brasil | Cantada        |
| 1997 | Hércules                            | Clio (Musa) | Disney - Brasil | Cantada/Falada |
| 1997 | A Bela e a Fera - O Natal Encantado | Angelique   | Disney - Brasil | Cantada/Falada |
| 2000 | A Pequena Sereia II                 | Ariel       | Disney - Brasil | Cantada        |
| 2002 | Cinderela II                        | Cinderela   | Disney - Brasil | Cantada        |
| 2004 | Mulan II                            | Mei         | Disney - Brasil | Cantada        |
| 2007 | Princesas Disney: Siga Seus Sonhos  | Aurora      | Disney - Brasil | Cantada        |

## Prêmios
| Ano  | Cerimônia                    | Categoria                | Trabalho                | Resultado |
| ---- | ---------------------------- | ------------------------ | ----------------------- | --------- |
| 2008 | Prêmio Quem de Teatro        | Melhor Atriz             | A Noviça Rebelde        | Indicado  |
| 2008 | Prêmio Contigo de Teatro     | Melhor Atriz             | A Noviça Rebelde        | Indicado  |
| 2015 | Prêmio Bibi Ferreira         | Melhor Atriz Coadjuvante | A Madrinha Embriagada   | Venceu    |
| 2016 | Prêmio Arte Qualidade Brasil | Melhor Visagismo         | O Palhaço e a Bailarina | Indicado  |

### Outros
- Gravou, com Saulo Vasconcelos, seu parceiro em A Bela e a Fera e O Fantasma da Ópera a versão em português de uma música de Dança dos Vampiros, chamada Prontidão (Total Escuridão) (em inglês, Total Eclipse Of The Heart).